# TSV 1861 Swinemünde
TSV 1861 Swinemünde was een Duitse voetbalclub uit de Pommerse stad Swinemünde, dat tegenwoordig het Poolse Świnoujście is.

## Geschiedenis
In 1861 werd de turnvereniging TV Swinemünde opgericht dat later ook voetbal aanbood. In 1930 fuseerde de club met Swinemünder SC. De clubs speelden in de competitie van Voor-Pommeren dat eerst deel was van de Noord-Duitse voetbalbond maar in 1928 werd overgeheveld naar de Baltische voetbalbond. Swinemünder SC plaatste zich voor de Pommerse eindronde en werd meteen uitgeschakeld door SV 1907 Stralsund.
In 1939 promoveerde TSV naar de Gauliga Pommern en eindigde op een gedeelde laatste plaats. In 1940/41 werd de club voorlaatste en degradeerde.
Na de Tweede Wereldoorlog werd Swinemünde een Poolse stad en werd de voetbalclub opgeheven.